# Problemas de Hilbert

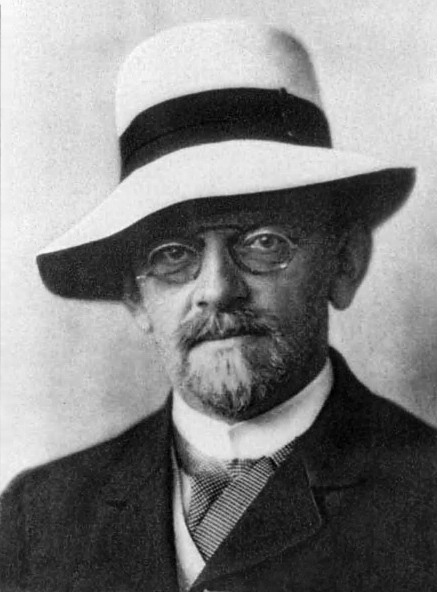
David Hilbert

Los problemas de Hilbert conforman una lista de 23 problemas matemáticos compilada por el matemático alemán David Hilbert para la conferencia en París del Congreso Internacional de Matemáticos de 1900. Los problemas estaban todos por resolver en aquel momento, y varios resultarían ser muy influyentes en la matemática del siglo XX. Hilbert presentó diez de los problemas (1, 2, 6, 7, 8, 13, 16, 19, 21 y 22) en la conferencia, en un acto el 8 de agosto en La Sorbona. La lista completa se publicó más adelante.

## Naturaleza e influencia de los problemas
Aunque se han producido intentos de repetir el éxito de la lista de Hilbert, ningún otro conjunto tan variado de problemas o conjeturas ha tenido un efecto comparable en el desarrollo del tema y obtenido una fracción importante de su celebridad. Por ejemplo, las conjeturas de André Weil son famosas pero fueron poco publicitadas. Quizá su propio temperamento evitó que él intentase ponerse en posición de competir con Hilbert. John von Neumann produjo una lista, pero no obtuvo reconocimiento universal.
A primera vista, este éxito podría atribuirse a la eminencia del autor de los problemas. Hilbert estaba en la cúspide de su poder y reputación en aquel momento y continuó dirigiendo la sobresaliente escuela de matemática en la Universidad de Gotinga. Un examen más cuidadoso revela que el asunto no es tan simple.
La matemática de aquel tiempo era aún discursiva: la tendencia a sustituir palabras por símbolos y apelaciones a la intuición y conceptos mediante axiomática pura seguía subyugada, aunque se volvería fuerte durante la siguiente generación. En 1900, Hilbert no pudo acudir a la teoría axiomática de conjuntos, la integral de Lebesgue, los espacios topológicos o la tesis de Church, que cambiarían sus respectivos campos de forma permanente. El análisis funcional, fundado en cierto modo por el propio Hilbert como noción central de los testigos del espacio de Hilbert, no se había diferenciado aún del cálculo de variaciones; hay en la lista de problemas de matemática variacional, pero nada, como podría asumirse inocentemente, sobre teoría espectral (el problema 19 tiene una conexión con la hipoelipticidad).
La lista no fue predictiva en ese sentido: no consiguió plasmar o anticipar el fulgurante ascenso que experimentarían la topología, la teoría de grupos y la teoría de la medida en el siglo XX, así como no previó la manera en que iba a avanzar la lógica matemática. Por tanto, su valor documental es el de ensayo: una visión parcial, personal. Sugiere algunos programas de investigación y algunas direcciones por seguir sin fin concreto.
De hecho, muchas de las preguntas daban una falsa idea del matemático profesional del siglo XIX, o incluso de 1950, en que la forma de una solución a una buena pregunta tomaría la forma de un artículo publicado en una publicación matemática. Si este fuera el caso de todos los veintitrés problemas, se habría simplificado el comentario hasta el punto de poder dar una referencia a una revista, o considera la pregunta como abierta todavía. En algunos casos el lenguaje usado por Hilbert se sigue considerando un tanto "negociable", en cuanto al significado real de la formulación del problema (en ausencia, repetimos, de fundamentos axiomáticos, basados en matemática pura, empezando con el propio trabajo de Hilbert sobre geometría euclidiana, pasando por el Principia Mathematica, y terminando con el grupo Bourbaki y el "terrorismo intelectual" para terminar el trabajo). Los problemas Primero y Quinto se encuentran, quizá sorprendentemente, en un estado de formulación de una claridad menos que total (véanse las notas). En casos como el Vigésimo, el problema se podría leer de forma razonable en una versión "interna", relativamente accesible, en la que el lector puede saber a qué estaba apuntando Hilbert; o como una penumbra "externa" y especulativa.
Dicho todo esto, por tanto, la razón más importante es la gran rapidez con la que aceptó la lista de Hilbert la comunidad matemática de aquel momento (lo cual es una fórmula menos convencional que ahora, ya que por entonces había pocos líderes investigadores, que generalmente se encontraban en unos pocos países europeos y se conocían todos entre ellos). Los problemas se estudiaron con gran atención; resolver uno labró reputaciones.
El estilo fue al menos tan influyente como el contenido de los problemas. Hilbert solicitaba clarificaciones. Pidió soluciones en principio a preguntas algorítmicas, no a algoritmos prácticos. Pidió un fortalecimiento de los cimientos de partes de la matemática que a los no practicantes aún se antojaban guiadas por intuiciones opacas (el cálculo de Schubert y la geometría enumerativa).
Estas actitudes fueron adoptadas por muchos seguidores, aunque también fueron discutidas, y continúan siéndolo. Treinta años después, Hilbert había endurecido su postura: véase ignorabimus.

## Los problemas como manifiesto de Hilbert
Está bastante claro que la lista de problemas, y su forma de discusión, estaban pensadas para ser influyentes. Hilbert no falló a las expectativas de la academia Alemana en cuanto a construcción de imperios, verbo programático, y establecimiento explícito de una dirección y reclamo de territorio para una escuela. Nadie habla ya de la 'escuela de Hilbert' en esos términos; ni gozaron los problemas de Hilbert de su momento como si hizo el programa de Erlangen de Felix Klein. Klein fue colega de Hilbert, y en comparación la lista de este último era mucho menos prescriptiva. Michael Atiyah ha caracterizado el programa de Erlangen como prematuro. Los problemas de Hilbert, por el contrario, mostraron la capacidad del experto de buscar el momento adecuado.
Si la 'escuela de Hilbert' tiene un significado, posiblemente se refiera a la teoría de operadores y al estilo de la física teórica que tomó los volúmenes Hilbert-Courant como canónicos. Como se señaló antes, la lista no establece directamente problemas sobre teoría espectral. Tampoco le dio relevancia al álgebra conmutativa (entonces se la conocía como teoría de ideales), su contribución algebraica más importante y mayor preocupación en sus días de la teoría de invariantes; lo cual, podría decirse, habría estado más en la línea de Klein. Ni, al menos superficialmente, predicó contra Leopold Kronecker, el oponente de Georg Cantor, del que había aprendido mucho pero cuyas actitudes casi detestaba (como queda documentado en la biografía de Constance Reid). El lector podría extraer amplias conclusiones de la presencia de la teoría de conjuntos en cabeza en la lista.
La teoría de funciones de variable compleja, la rama del análisis clásico que todo matemático puro debería conocer, está bastante olvidada: ni la conjetura de Bieberbach ni otra cuestión interesante, aparte de la hipótesis de Riemann. Uno de los objetivos estratégicos de Hilbert fue poner el álgebra conmutativa y la teoría de funciones complejas al mismo nivel; esto, sin embargo, llevaría 50 años (y aún no ha resultado en un cambio de lugares).
Hilbert tenía un pequeño grupo de pares: Adolf Hurwitz y Hermann Minkowski eran ambos amigos cercanos e iguales intelectuales. Hay un guiño a la geometría de números de Minkowski en el problema 18, y a su trabajo en las formas cuadráticas en el problema 11. Hurwitz fue el gran desarrollador de la teoría de la superficie de Riemann. Hilbert usó la analogía del cuerpo de funciones, una guía a la teoría algebraica de números mediante el uso de análogos geométricos, para desarrollar la teoría del cuerpo de clases dentro de su propia investigación, y esto queda reflejado en el problema 9, hasta cierto punto en el problema 12, y en los problemas 21 y 22. Por otro lado, el único rival de Hilbert en 1900 era Henri Poincaré, y la segunda parte del problema 16 es una cuestión de sistemas dinámicos al estilo de Poincaré.

## Dos docenas redondas
Originalmente Hilbert incluyó 24 problemas en su lista, pero decidió excluir uno de ellos de la publicada. El "problema vigésimo cuarto" (en la teoría de la demostración, sobre un criterio de simplicidad y métodos generales) lo redescubrió en el año 2000 el historiador alemán Rüdiger Thiele, dentro de las notas manuscritas originales de Hilbert.

## Resumen
De los problemas de Hilbert claramente formulados, los problemas 3, 7, 10, 11, 13, 14, 17, 19 y 20 tienen una solución aceptada por consenso. Por otro lado, los problemas 1, 2, 5, 9, 15, 18*, 21 y 22 tienen soluciones de aceptación parcial, pero existe cierta controversia al respecto de si la solución resuelve realmente el problema.
En el 18 indica que la solución a la ecuación de Kepler es una demostración asistida por computadora, una noción anacrónica para un problema de Hilbert y controvertida hasta cierto punto debido a que un lector humano no puede verificarla en tiempo razonable.
Esto deja sin resolver el 8 (la hipótesis de Riemann) y el 12, ambos dentro de la teoría de números. En esta clasificación los 4, 6 y 16 son demasiado vagos como para que algún día se les pueda declarar resueltos. El problema 24 retirado también caería en esta clase.

## Lista de Problemas
Los veintitrés problemas de Hilbert son los siguientes:
| Problema | Explicación concisa | Estado del problema |
| -------- | --- | --- |
| 1.er     | La hipótesis del continuo (esto es, no existe conjunto cuyo tamaño esté estrictamente entre el de los racionales y el de los números reales).                                                                          | Se ha probado la imposibilidad de probarlo como cierto o falso mediante los axiomas de Zermelo-Fraenkel. No hay consenso al respecto de considerar esto como solución al problema. |
| 2.º      | Probar que los axiomas de la aritmética son consistentes (esto es, que la aritmética es un sistema formal que no supone una contradicción).                                                                            | Parcialmente resuelto: hay quienes sostienen que se ha demostrado imposible de establecer en un sistema consistente, finitista y axiomático; sin embargo, Gentzen probó en 1936 que la consistencia de la aritmética se deriva del buen fundamento del ordinal {\displaystyle \epsilon _{0}}, un hecho sujeto a la intuición combinatoria.                                          |
| 3.er     | Dados dos poliedros de igual volumen, ¿es siempre posible cortar el primero en una cantidad finita de piezas poliédricas que puedan ser ensambladas de modo que quede armado el segundo?                               | Resuelto. Resultado: no, probado usando invariantes de Dehn. |
| 4.º      | Construir todas las métricas donde las rectas sean geodésicas. | Las únicas métricas en las que las geodésicas son rectas en coordenadas cartesianas son aquellas métricas constantes y simétricas: g_{ij} = \text{matriz constante simétrica con } \det g \ne 0. Estas incluyen: - La métrica euclídea estándar. - Métricas de Minkowski (y en general, métricas pseudo-euclídeas). - Cualquier combinación lineal no degenerada de las anteriores. |
| 5.º      | ¿Son los grupos continuos grupos diferenciales de forma automática? | Resuelto por Andrew Gleason (1952). |
| 6.º      | Axiomatizar toda la física. | - La mecánica clásica: Hamel (1903). - La termodinámica: Carathéodory (1909). - La relatividad especial: Robb (1914) y Caratheodory (1924) independientemente. - La teoría de probabilidades: Kolmogórov (1930). - La teoría cuántica de campos: Wightman a finales de los años 1950.                                                                                               |
| 7.º      | ¿Es a b trascendental, siendo a ≠ 0,1 algebraico y b irracional algebraico? | Resuelto. Resultado: sí, ilustrado por el teorema de Gelfond o el teorema de Gelfond-Schneider. |
| 8.º      | La hipótesis de Riemann (la parte real de cualquier cero no trivial de la función zeta de Riemann es ½) y la conjetura de Goldbach (cada número par mayor que 2 se puede escribir como la suma de dos números primos). | Sin resolver. |
| 9.º      | Encontrar la ley más general del teorema de reciprocidad en cualquier cuerpo numérico algebraico. | Parcialmente resuelto. |
| 10.º     | Encontrar un algoritmo que determine si una ecuación diofántica polinómica dada con coeficientes enteros tiene solución entera.                                                                                        | Resuelto. Resultado: El teorema de Matiyasevich (1970) implica que no existe tal algoritmo. |
| 11.º     | Resolver las formas cuadráticas con coeficientes numéricos algebraicos. | Parcialmente resuelto: - Sobre los números racionales: Hasse (1923-1924). - Sobre los números enteros: Siegel en los años 1930. |
| 12.º     | Extender el teorema de Kronecker-Weber sobre extensiones abelianas de los números racionales a cualquier cuerpo numérico de base.                                                                                      | Sin resolver. |
| 13.º     | Resolver todas las ecuaciones de 7.º grado usando funciones de dos parámetros. | Resuelto negativamente por Vladímir Arnold y Andréi Kolmogórov en 1957. |
| 14.º     | Probar la finitud de ciertos sistemas completos de funciones. | Resuelto. Resultado: no, en general, debido a un contraejemplo, Nagata (1962). |
| 15.º     | Fundamento riguroso del cálculo enumerativo de Schubert. | Parcialmente resuelto, Van der Waerden a finales de los años 1930. |
| 16.º     | Topología de las curvas y superficies algebraicas. | Sin resolver. |
| 17.º     | Expresión de una función definida racional como cociente de sumas de cuadrados. | Resuelto. Resultado: se estableció un límite superior para el número de términos cuadrados necesarios, Pfister (1967). La solución negativa en general se debe a Du Bois (1967). |
| 18.º     | ¿Existe un poliedro irregular y que construya otros poliedros? ¿Cúal es el apilamiento compacto más denso? | Resuelto. |
| 19.º     | ¿Son siempre analíticas las soluciones de los Lagrangianos? | Resuelto por Bernstein (1904). Resultado: sí. |
| 20.º     | ¿Tienen solución todos los problemas variacionales con ciertas condiciones de contorno? | Resuelto. Ha supuesto un área importante de investigación durante el siglo XX, culminando con las soluciones al caso no lineal. |
| 21.er    | Probar la existencia de ecuaciones lineales diferenciales que tengan un grupo monodrómico prescrito. | Resuelto. Resultado: sí o no, dependiendo de una formulación más exacta del problema. Según Gray resuelto de forma negativa por Anosov y Bolibruch (1994). |
| 22º      | Uniformización de las relaciones analíticas por medio de funciones automórficas. | Resuelto por Koebe (1907) y Poincaré independientemente (1907). |
| 23.er    | Extensión de los métodos del cálculo de variaciones. | Sin resolver. |